# Штерева, Николина
Николина Павлова Штерева (болг. Николина Павлова Щерева, род. 21 января 1955, София) — болгарская легкоатлетка, призёр Олимпийских игр, чемпионка Европы.
Родилась в 1955 году в Софии. В 1976 году стала чемпионкой Европы в беге на 800 м, а на Олимпийских играх в Монреале завоевала на этой дистанции серебряную медаль и стала 4-й на дистанции 1500 м. В 1979 году вновь стала чемпионкой Европы на дистанции 800 м. В 1980 году приняла участие в Олимпийских играх в Москве, но там стала лишь 7-й. В 1981 году стала обладательницей бронзовой медали чемпионата Европы.